# Plachta (kryt)

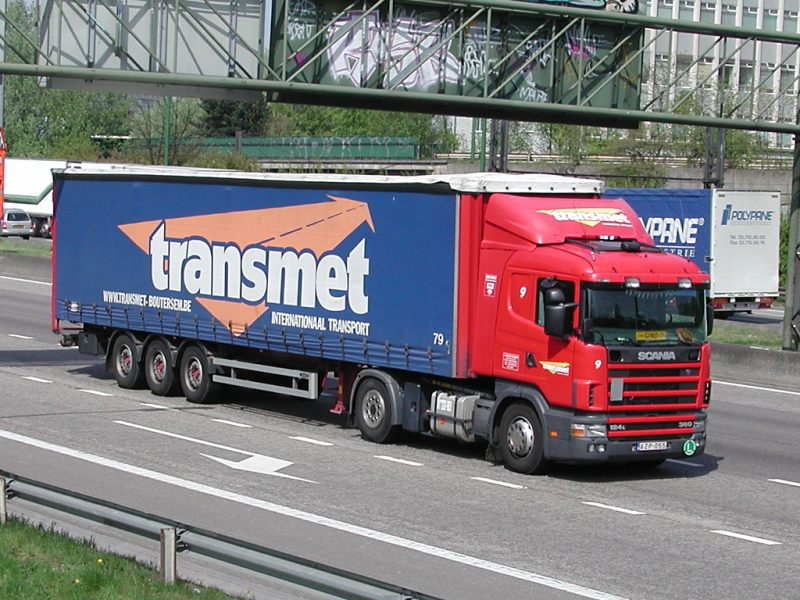
Kamion - návěsová souprava se zaplachtovaným návěsem. Plachta využita jako nosič reklamy

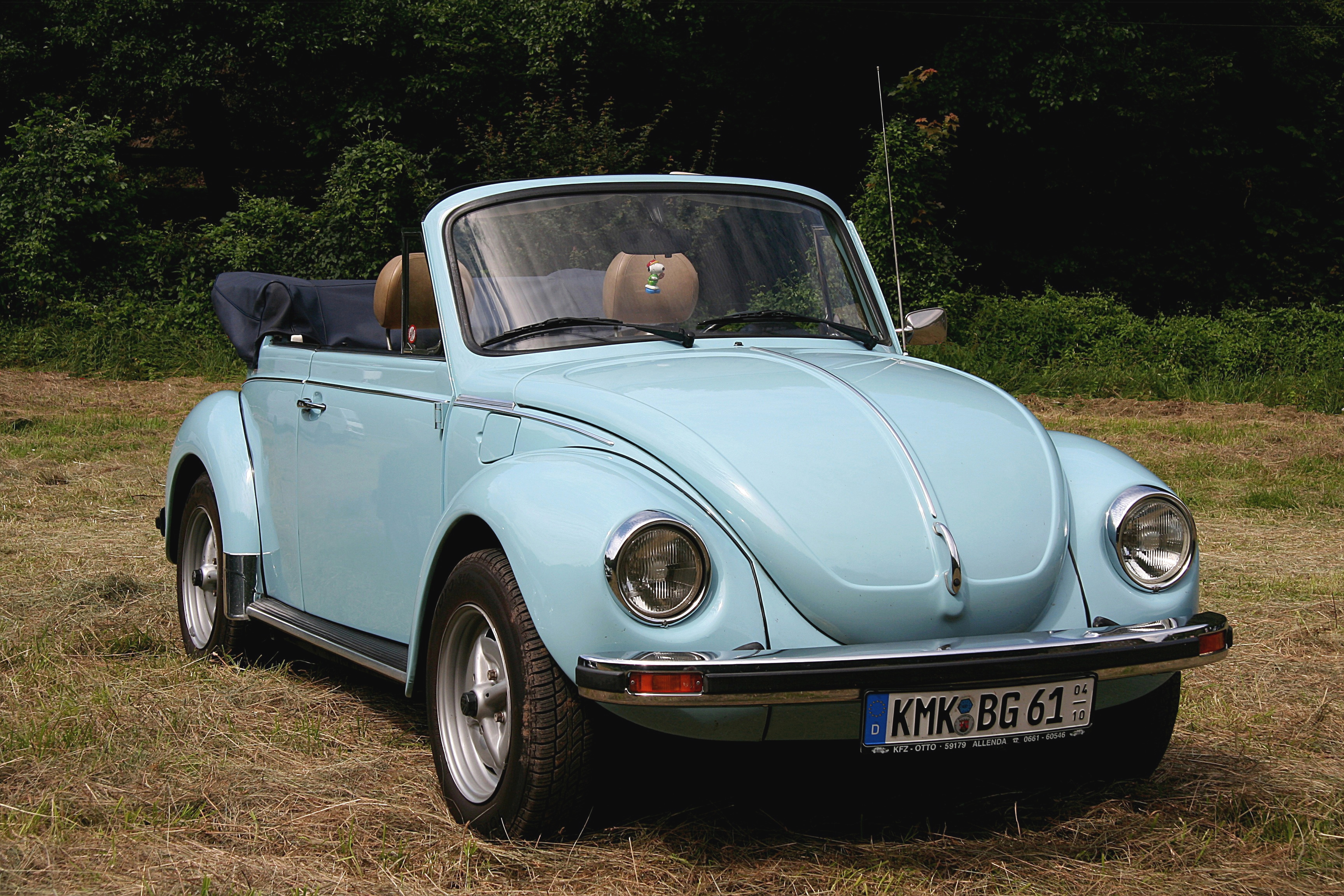
Kabriolet má složenou plátěnou střechu zakrytou plachtou

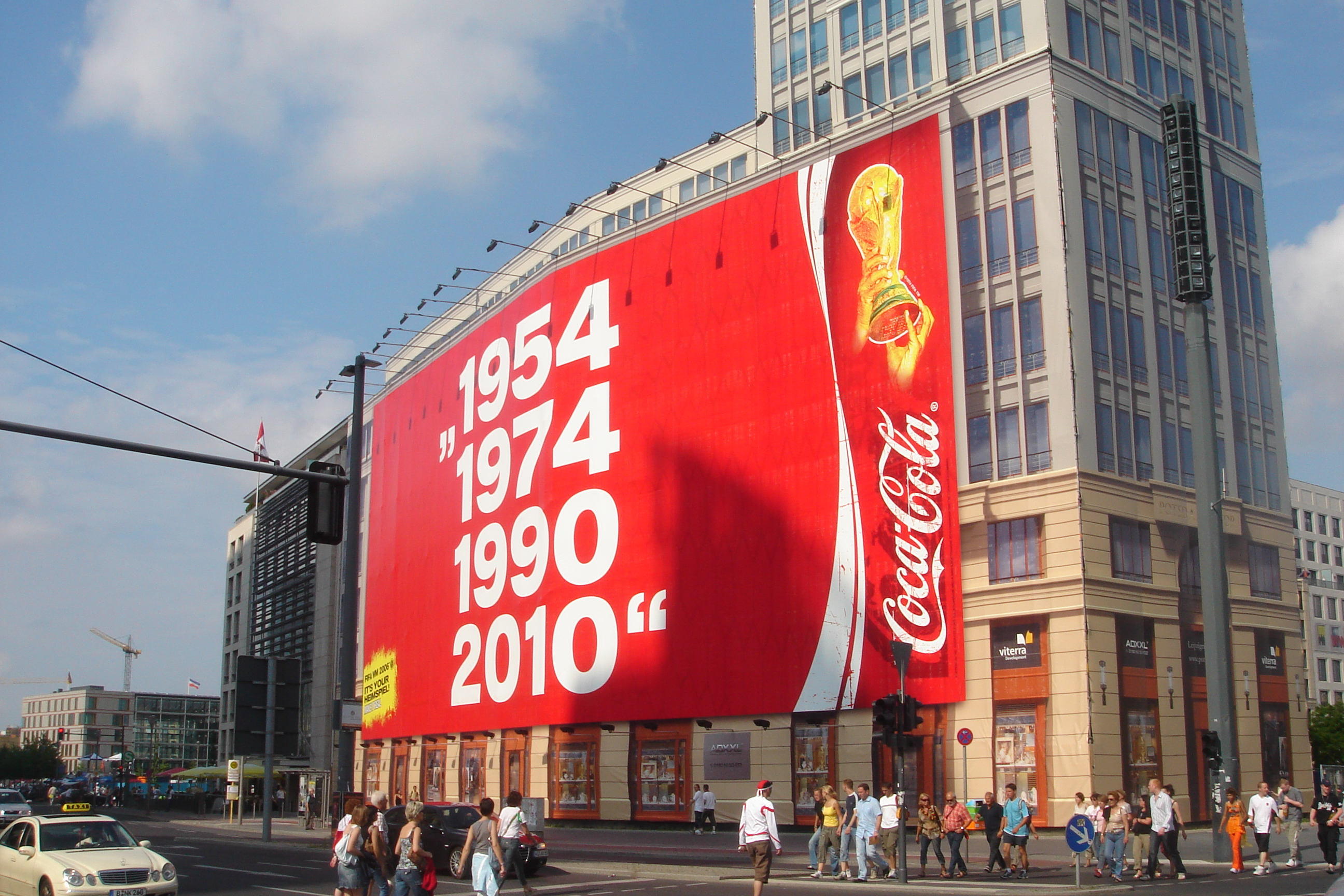
Reklamní plachta na komerční budově

Plachta (kryt) je textilní kryt nebo závěs s okraji vyztuženými lankem a prošitím. Plachta může být také z plastové fólie.

## Přednosti a využití
- Dobře odolává vlivům počasí
- Má dlouhou životnost
- Snadno a pohotově se používá
- Snadno se uskladní, ve složeném stavu nezabírá mnoho místa

Plachty často vidíme jako reklamní nosiče na komerčních budovách a budovách k pronájmu. Plachtami se běžně zakrývá náklad v automobilové a železniční nákladní dopravě. Zakrývací plachty se používají při ochraně ukotvených člunů a jachet. Lodní plachta na plachetnicích bývá v přístavu chráněna jako obalem právě zakrývací plachtou. Podobným způsobem bývala zakryta složená plátěná střecha na kabrioletech. Silniční vozidla s valníkovou nástavbou mohou být vybavena lehkou konstrukcí, na které je natažena právě plachta. Ta chrání náklad a je přitom lehčí než pevná skříňová nástavba. Díky tomu, že ji lze svinout, umožňuje i snazší nakládání, než skříňová nástavba. Také plachta na valníkové nástavbě bývá nosičem reklamy.